# Кореноплодни култури

## Култури
Към подгрупата Кореноплодни култури спадат:
- цвекло, в т.ч.:
  - захарно цвекло, което се отглежда като техническа култура
  - кръмно цвекло, което се отглежда като фуражна култура
- моркови – култура със специфично място, възприета в някои случаи като зеленчукова, в друга като фуражна, а когато се произвежда на големи площи и продукцията ѝ се използва от консервната промишленост – като техническа
- картофи – култура със статута на морковите, която вместо кореноплод образува клубени.

както и някои по-маловажни култури, като цикория, брюква и др.

## Обща характеристика на подгрупата
- Някои от културите в тази група (захарно и кръмно цвекло, моркови) са двегодишни. През първата година образуват розетка от листа и месест кореноплод. През втората година от пъпките, разположени на „челото“ на кореноплода, се развиват цветоносни стъбла, по които се формират друг тип листа, съцветия и плодове.
- Растенията се отглеждат заради кореноплодите (клубените), в които се натрупват важни резервни вещества – скорбяла, протеини или захари.
- Кореноплодните култури имат важно стопанско значение, както заради продукцията от тях, така и във връзка с ролята им като предшественици.